# NGC 3833
NGC 3833 is een spiraalvormig sterrenstelsel in het sterrenbeeld Maagd. Het hemelobject werd op 15 april 1784 ontdekt door de Duits-Britse astronoom William Herschel.

## Synoniemen
- UGC 6692
- MCG 2-30-20
- ZWG 68.43
- PGC 36441